# 비비아니 정리

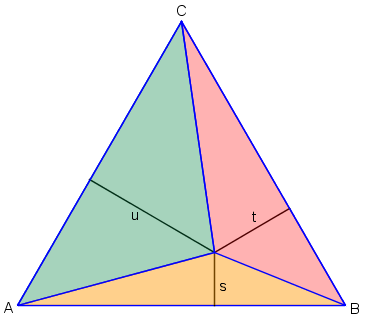
비비아니 정리의 도해

비비아니 정리(Viviani's theorem, -定理)는 이탈리아의 수학자 빈첸초 비비아니(Vincenzo Viviani)가 처음으로 증명한 기하학의 정리이다. 삼각형의 성질에 대한 간단한 활용으로 얻을 수 있다.

## 공식화
이 정리는 다음과 같이 표현할 수 있다.
- 임의의 정삼각형에서 정삼각형 내부의 점에서 내린 수선의 길이의 합은 일정하다.

## 증명
정삼각형의 각 변이 길이 S를 갖고, 수선의 길이가 각각 a, b, c라 하자. 그러면 정삼각형의 넓이는,
- {\displaystyle {\frac {1}{2}}S(a+b+c)}

이 된다. 정삼각형의 넓이는 {\displaystyle {\frac {S^{2}}{2}}\sin {\frac {\pi }{3}}}으로 일정하므로, {\displaystyle (a+b+c)} 도 점의 선택에 관계 없이 {\displaystyle S\sin {\frac {\pi }{3}}={\frac {S{\sqrt {3}}}{2}}}으로 일정하다.

## 역
일반적으로 비비아니 정리의 역은 성립한다.

## 일반화
위의 증명 방식을 이용하면 임의의 정다각형으로 비비아니 정리를 일반화할 수 있다는 것은 분명하다.